# Ulriksdals slottskapell
Ulriksdals slottskapell uppfördes på initiativ av Karl XV 1863-1865 vid Ulriksdals slott. Det har föregåtts av åtminstone två andra kapell, varav det första inreddes redan på 1660-talet, då Magnus Gabriel De la Gardie ägde slottet. Detta kapell var inrymt i slottets norra flygel och uppfört efter ritningar av Jean de la Vallée. Slottskapellet används idag till bland annat vigslar, konfirmationsgudstjänster, skolavslutningar och dop.

## Historik
1600-talskapellet fanns kvar till 1774, då det revs ut på Gustav III:s order. Dessförinnan hade i slutet av 1600-talet ett kompletterande kapell uppförts på det nuvarande kapellets plats, strax söder om slottet. Det gjordes på initiativ av Riksänkedrottning Hedvig Eleonora, som kommit fram till att det gamla kapellet i slottet var för litet för att rymma hovet och all den personal som verkade vid slottet. Träbyggnaden kallades Helga Trefaldighets Kapell.
Karl XV lät riva detta kapell och beställde av arkitekten Fredrik Wilhelm Scholander ritningar till ett nytt. Det kom att uppföras i tegel i vad som brukar anges vara en holländsk renässansstil. Man kan dock spåra andra influenser till byggnadens utseende.
Kapellet inreddes med kyrkoinventarier ur Karl XV:s digra samlingar. Här finns framför allt inventarier från renässansen och barocken. Den fasta interiören anpassades stilmässigt efter dessa inventarier.

### Orgel
- Före 1963 användes ett harmonium i kyrkan.
- Den nuvarande orgeln byggdes 1963 av Olof Rydén, Stockholm och är en mekanisk orgel.

| Manual I      | Manual II     | Pedal         | Koppel |
| Rörflöjt 8'   | Gedackt 8'    | Subbas 16´    | I/P    |
| Principal 4'  | Spetsgamba 8' | Kvintadena 4' | II/P   |
| Waldflöjt 2'  | Rörflöjt 4'   |               | II/I   |
| Mixtur 3 chor | Principal 2'  |               |        |
|               | Scharf 2 chor |               |        |

## Bilder

### Exteriör

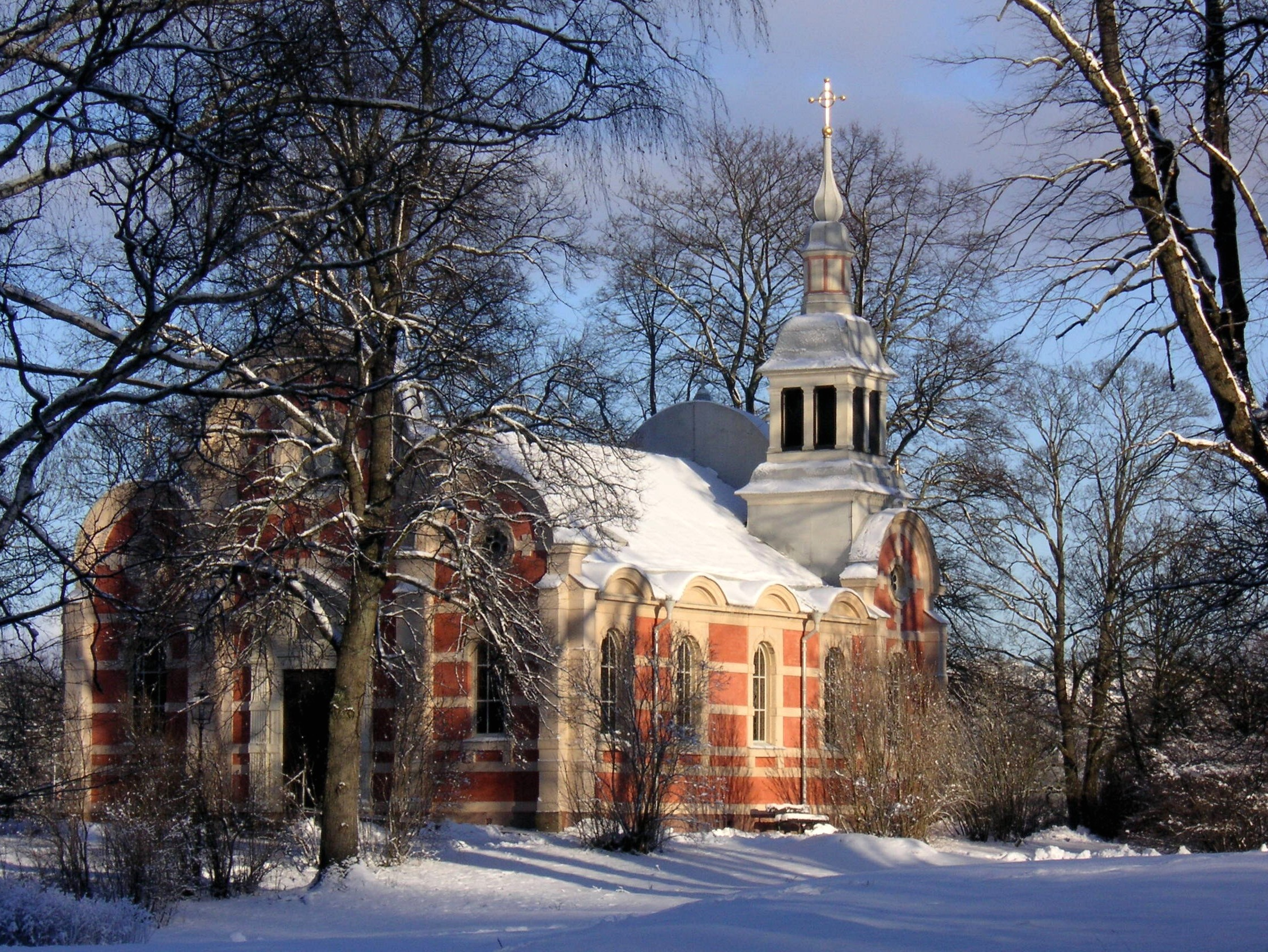
Ulriksdals slottskapell, vinter
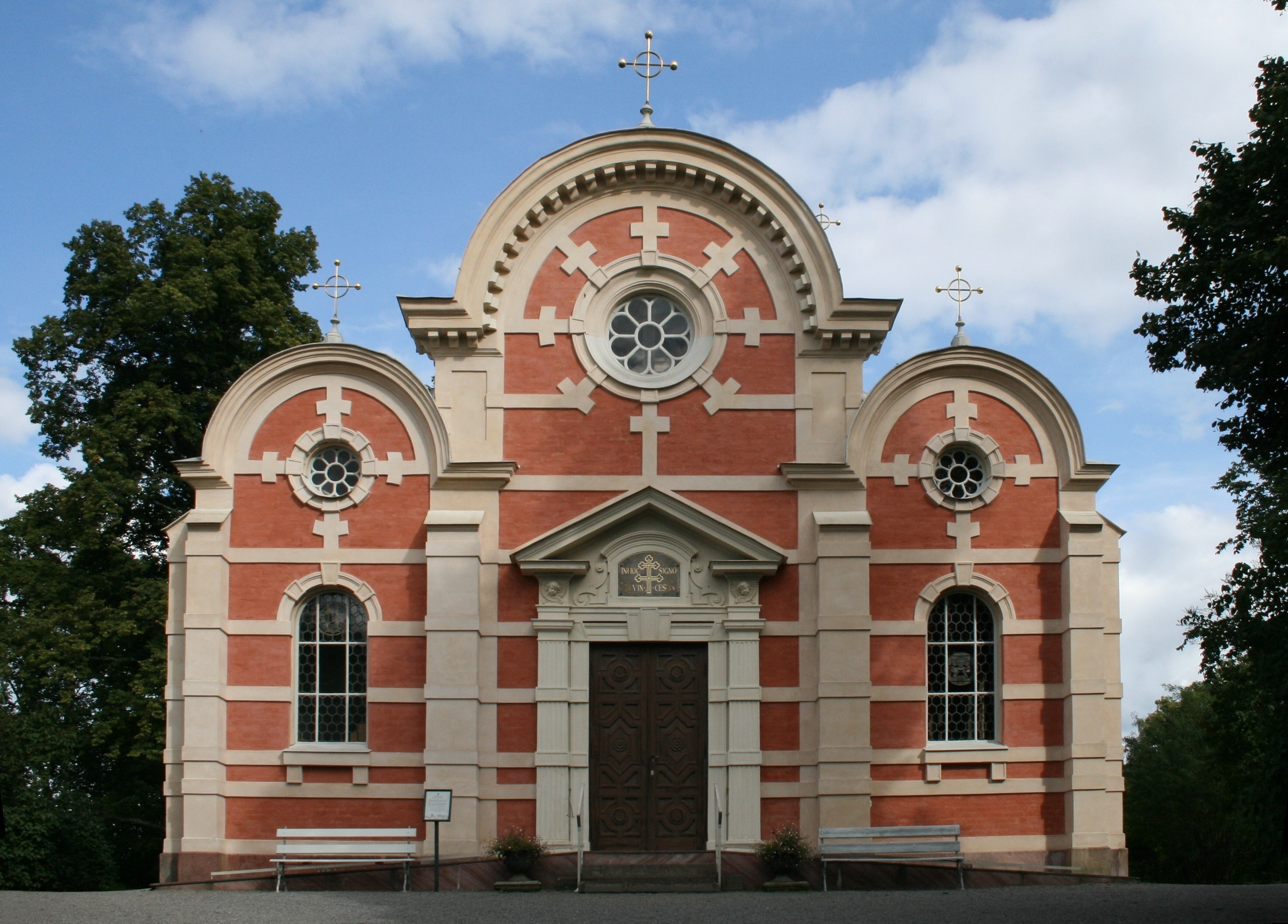
Ulriksdals slottskapell, fasad mot väst, entrésidan
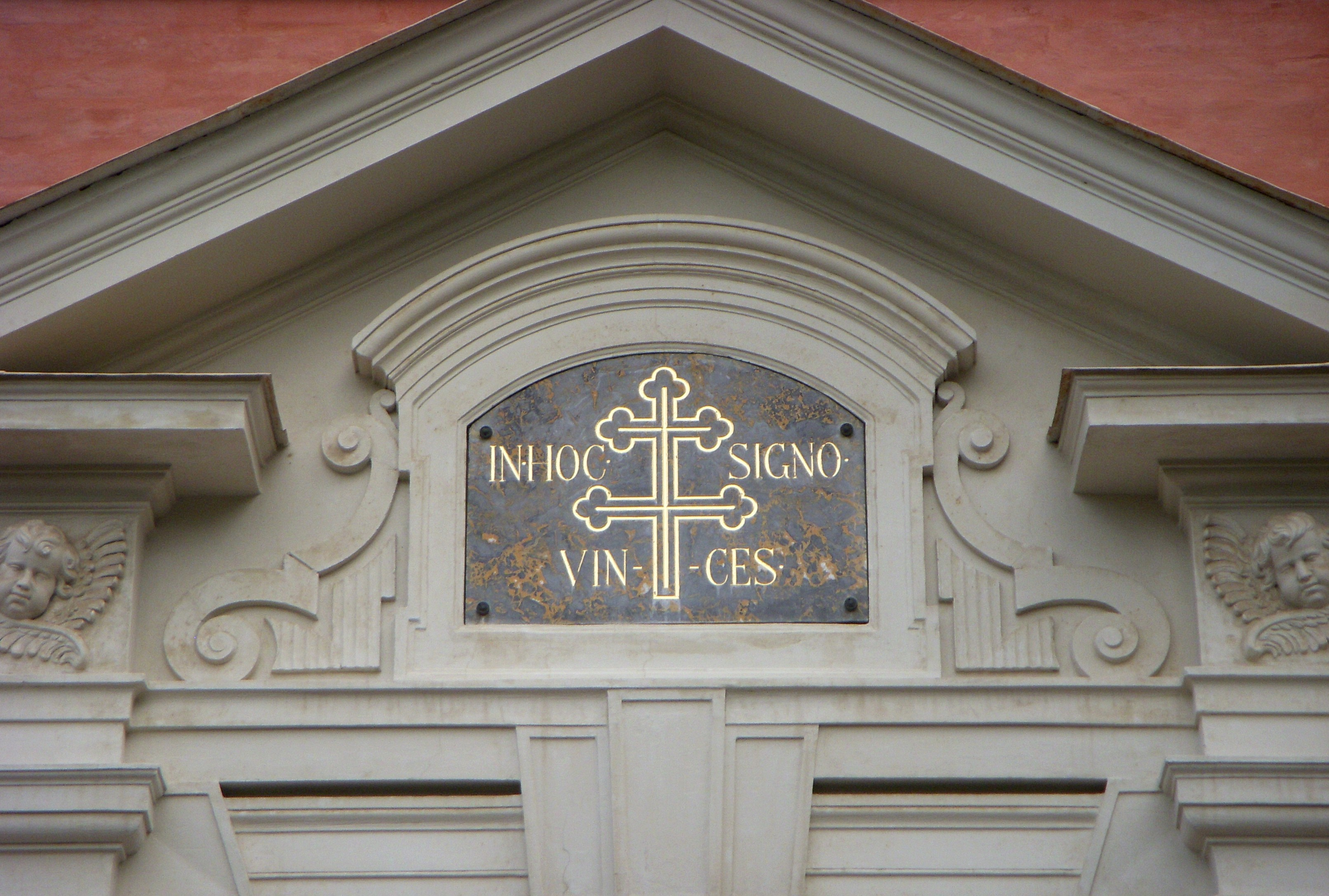
Tympanonfält över entrén, detalj
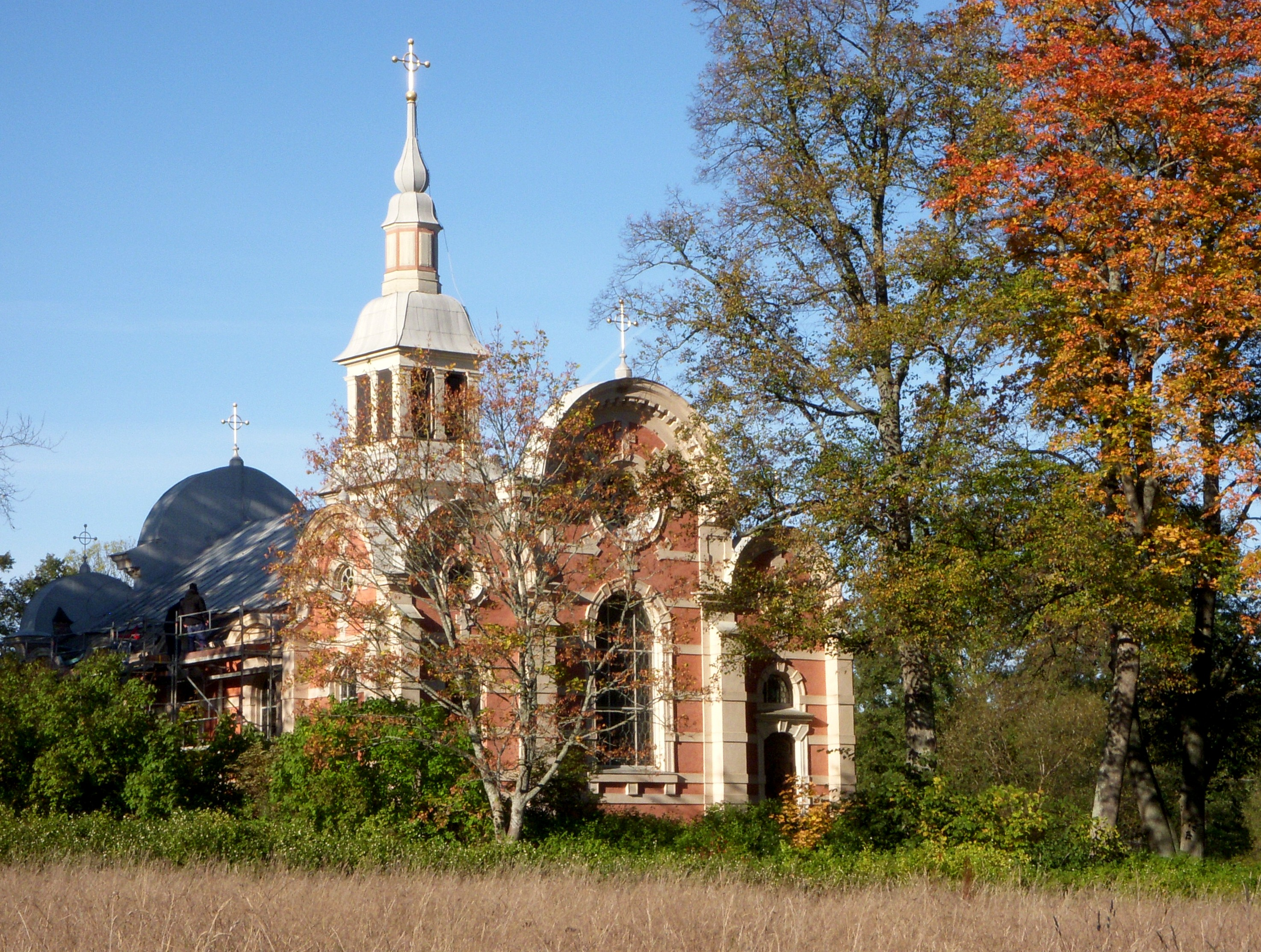
Ulriksdals slottskapell, fasad mot öst

### Interiör

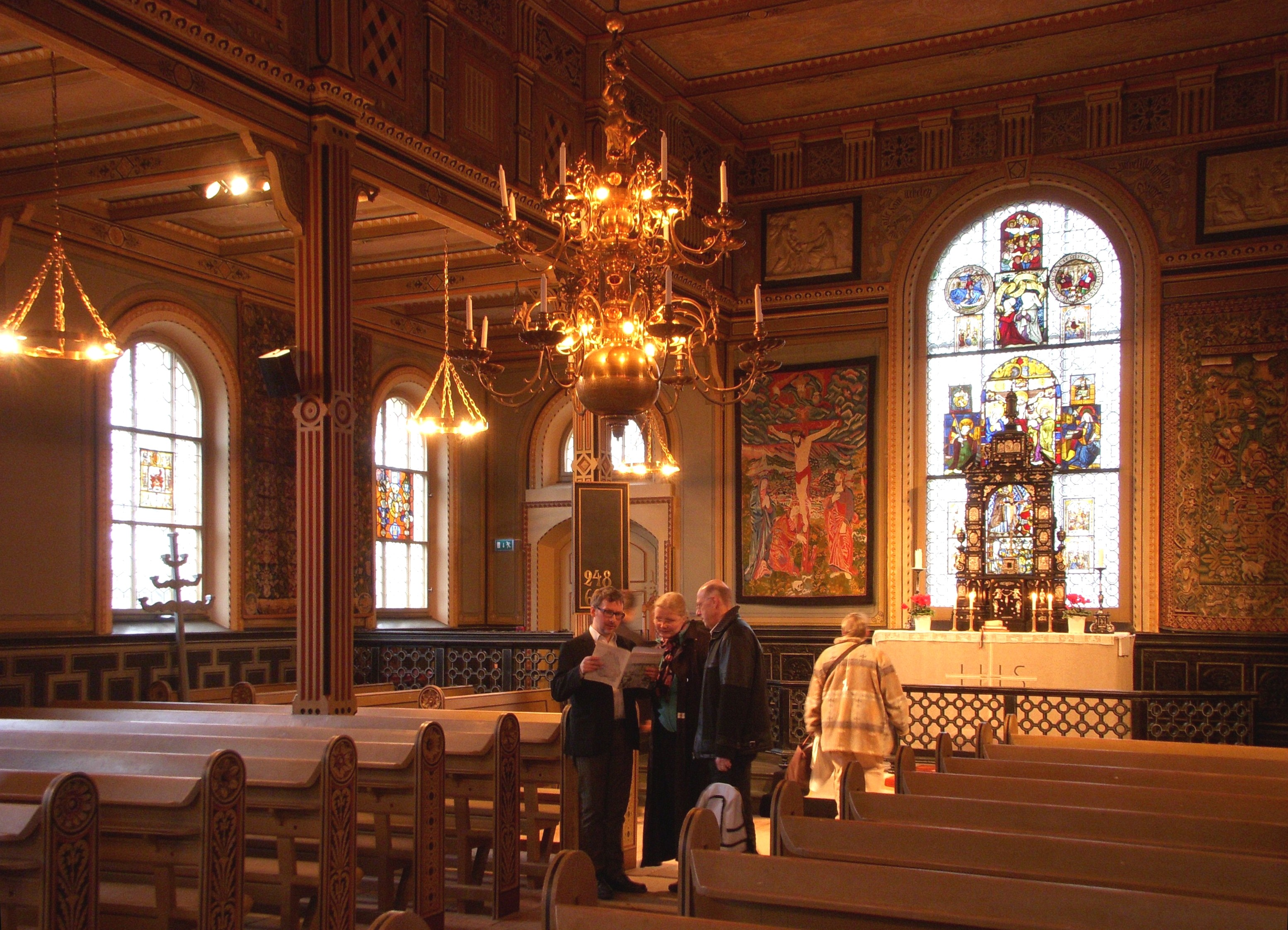
Kyrkorummet
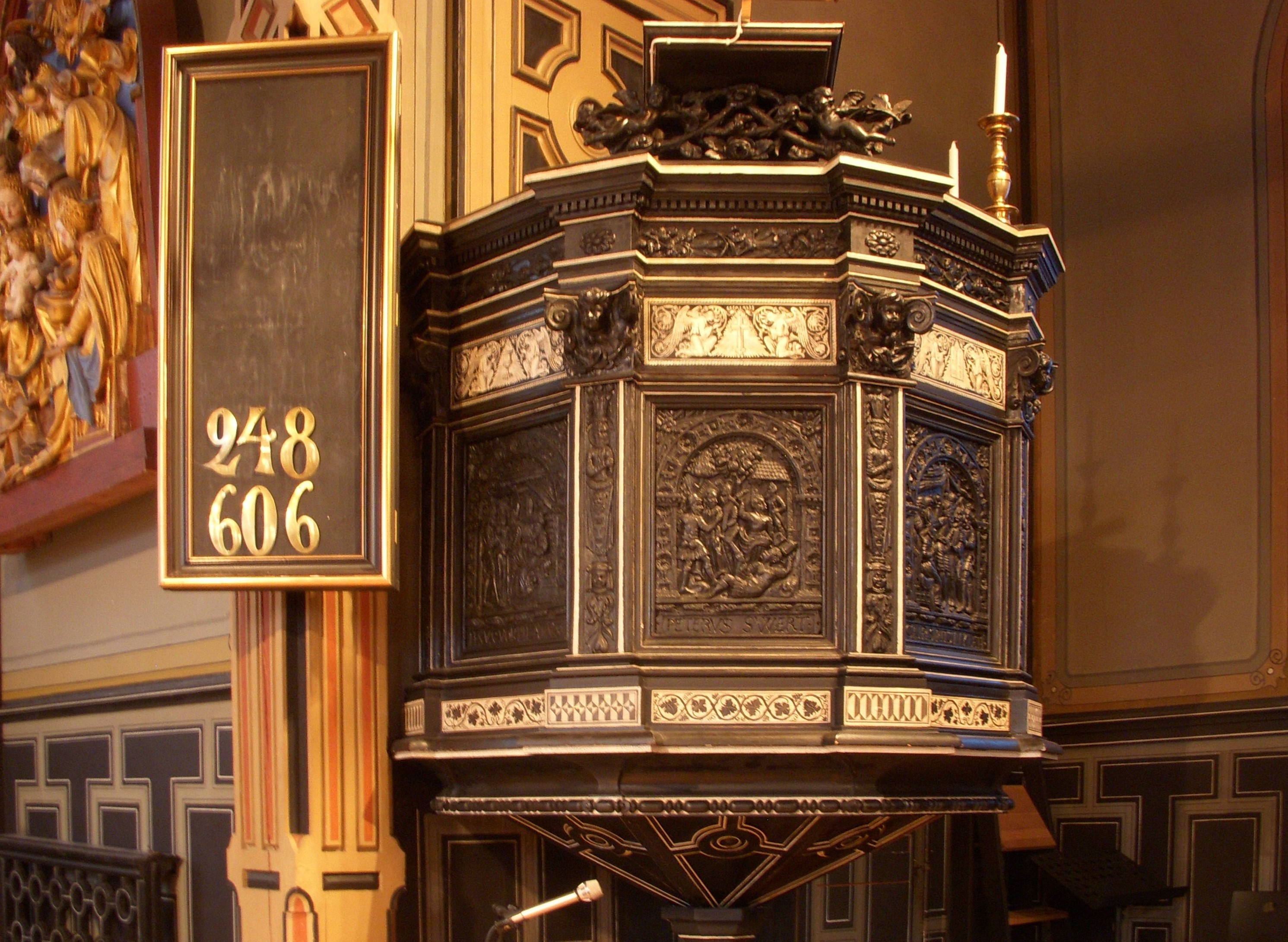
Predikstolen
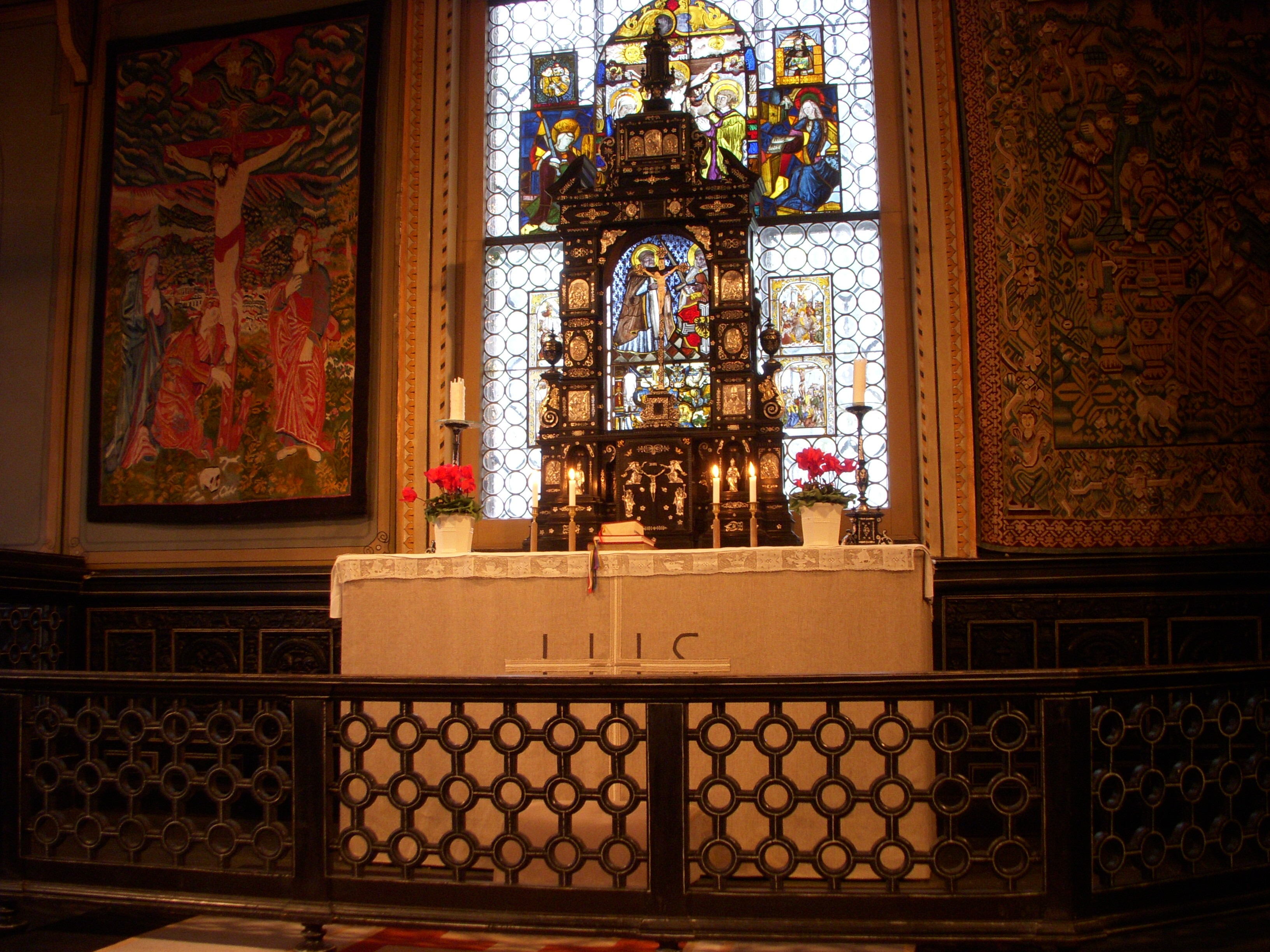
Altaret
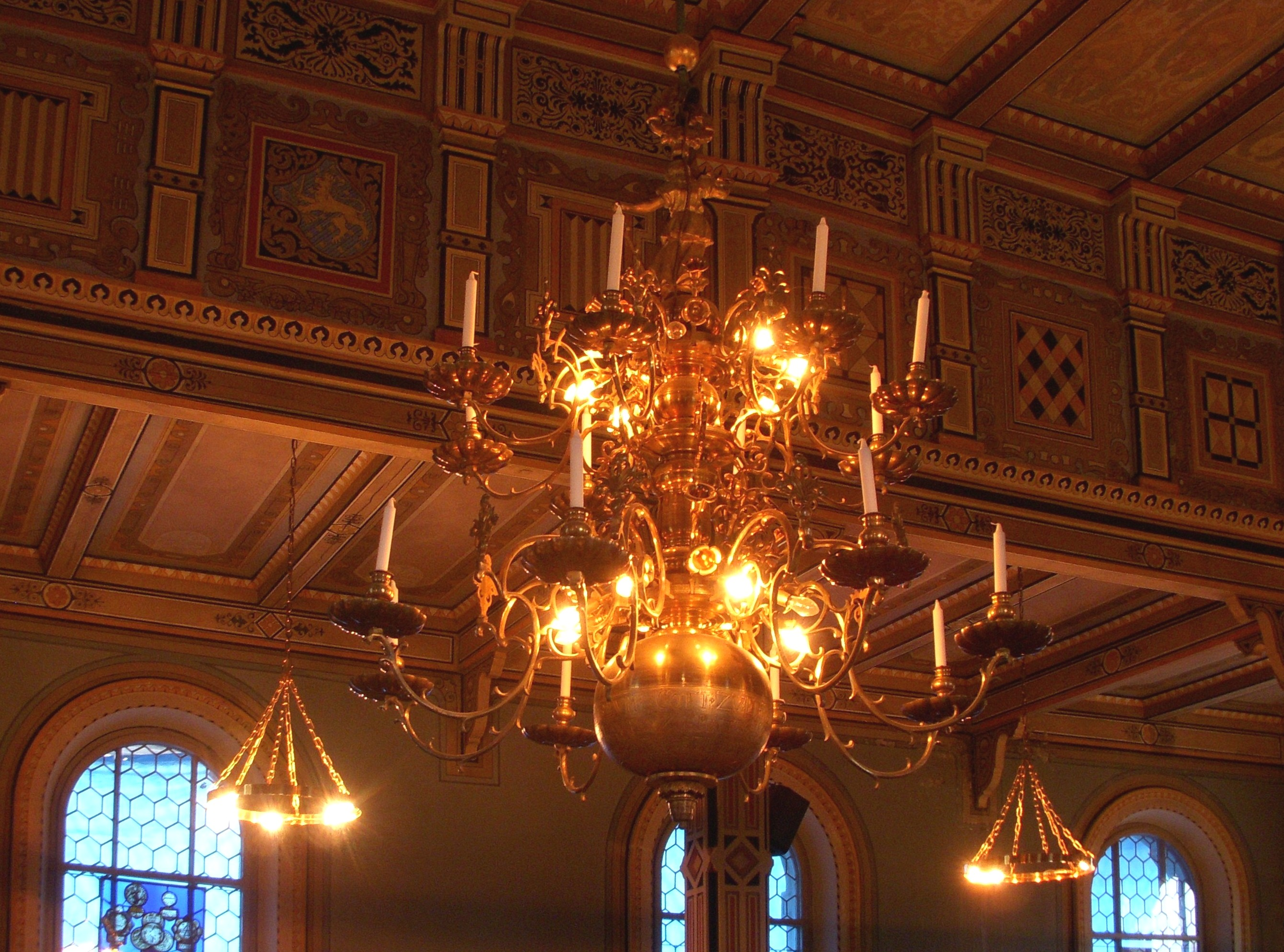
Ljuskronan